# ORP Nieuchwytny (1944)
ORP Nieuchwytny – polski ścigacz okrętów podwodnych z okresu zimnej wojny, a wcześniej radziecki MO-369, jeden z jedenastu pozyskanych przez Polskę okrętów proj. OD-200. Okręt został zbudowany w latach 1943-1944 w stoczni numer 640 w Sosnowce, a do służby w Marynarce Wojennej ZSRR przyjęto go w 1944 roku. Po zakończeniu II wojny światowej jednostka została przekazana Polsce przez ZSRR na poczet części niemieckich reparacji wojennych i weszła w skład Marynarki Wojennej 5 kwietnia 1946 roku. Okręt, oznaczony podczas służby znakami burtowymi „NW” i S-61, został skreślony z listy floty w styczniu 1959 roku.

## Projekt i budowa
Ścigacze okrętów podwodnych projektu OD-200 skonstruowane zostały w celu zastąpienia budowanych od II połowy lat 30. XX wieku ścigaczy proj. MO-4. W porównaniu do poprzedników nowe okręty miały mniejszą wyporność i prostszą konstrukcję, w wyniku czego czas budowy jednostki skrócono ze 120 do 27 dni. Jednostki przeznaczone były do poszukiwania i zwalczania okrętów podwodnych oraz pełnienia służby dozorowej.
MO-369 (ros. Morskoj Ochotnik) zbudowany został w latach 1943-1944 w stoczni numer 640 w Sosnowce. Do służby w Marynarce Wojennej ZSRR wszedł w 1944 roku.

## Dane taktyczno-techniczne

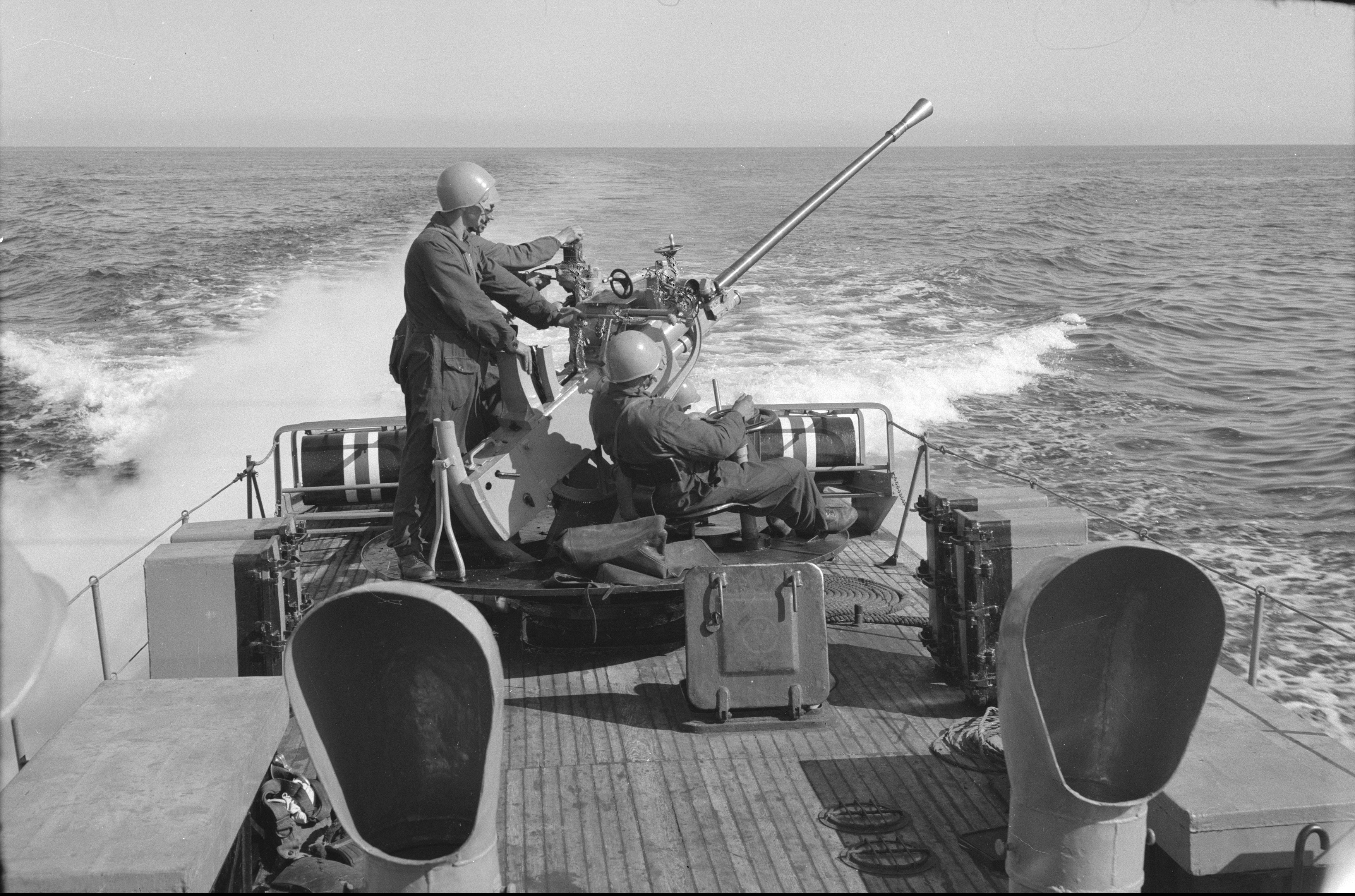
Rufowe działko przeciwlotnicze 70-K kal. 37 mm na pokładzie jednego ze ścigaczy projektu OD-200

Okręt był niewielkim ścigaczem okrętów podwodnych. Długość całkowita wykonanego z drewna kadłuba wynosiła 23,4 metra, szerokość 4 metry i zanurzenie 1,7 metra. Wyporność standardowa wynosiła 35 ton, a pełna 43,4 tony. Okręt napędzany był przez dwa silniki benzynowe Packard 4M-2500 WB o łącznej mocy 2400 koni mechanicznych (KM). Jednostka posiadała także dodatkowe silniki marszowe Osco-Ford o łącznej mocy 170 KM. Dwa wały napędowe poruszały dwoma prawoskrętnymi śrubami. Maksymalna prędkość okrętu wynosiła 25 węzłów, a ekonomiczna 15 węzłów. Okręt zabierał 5 ton benzyny, co pozwalało osiągnąć zasięg wynoszący 1600 Mm przy prędkości 6 węzłów lub 590 Mm przy prędkości 9 węzłów. Autonomiczność wynosiła 6 dób.
Uzbrojenie artyleryjskie jednostki stanowiło pojedyncze działko automatyczne kal. 37 mm 70-K L/73, z zapasem amunicji wynoszącym 500 sztuk oraz dwa karabiny maszynowe kal. 12,7 mm DSzK L/79 (2 x I), z zapasem 2000 sztuk amunicji na lufę. Broń ZOP stanowiły dwie ramowe zrzutnie bomb głębinowych (z łącznym zapasem 12 bomb BGB i MGB-20). Wyposażenie radioelektroniczne obejmowało sonar Tamir-9.
Załoga okrętu składała się z 22 oficerów, podoficerów i marynarzy.

## Służba
MO-369 służył początkowo we Flocie Bałtyckiej. W 1946 roku jednostka wraz z 22 innymi okrętami została przekazana Polsce przez ZSRR na poczet części niemieckich reparacji wojennych. 5 kwietnia 1946 roku ścigacz pod nazwą ORP „Nieuchwytny” został przyjęty w skład Marynarki Wojennej. Pierwszym polskim dowódcą jednostki został por. mar. Piotr Cegielski. Przez początkowe trzy miesiące służby na okręcie w charakterze instruktorów przebywali marynarze radzieccy, którzy wyjechali do kraju 23 czerwca 1946 roku. Okręt z oznaczeniem burtowym „NW” (zmienionym w czerwcu 1952 roku na S-61) wchodził w skład drugiej grupy Dywizjonu Ścigaczy. W 1950 roku jednostkę poddano modernizacji: wymieniono poszycie kadłuba, uszczelniono pokład, a amerykańskie silniki benzynowe Packard o łącznej mocy 2400 KM zostały zamienione na silniki wysokoprężne M-50 o łącznej mocy 2000 KM (usunięto również dodatkowe silniki Osco-Ford, montując w zamian również radzieckie benzynowe ZIS-5, także o mocy 85 KM każdy). Koszt remontu ścigacza wyniósł około 650 000 złotych. W rezultacie wymiany napędu prędkość maksymalna spadła do 22 węzłów. Ostatnie opuszczenie bandery okrętu nastąpiło 25 stycznia 1959 roku.